# Kręta Słoboda (przystanek kolejowy)
Kręta Słoboda (ukr. Крута Слобода) – przystanek kolejowy w miejscowości Tomaszgród, w rejonie sarneńskim, w obwodzie rówieńskim, na Ukrainie. Położony jest na linii Kijów – Korosteń – Sarny – Kowel. Nazwa pochodzi od dawnej wsi Kręta Słoboda (obecnie wchodzącej w skład Tomaszgrodu), na terenie której położony jest przystanek.